# Coccophagus jasnoshae
Coccophagus jasnoshae är en stekelart som beskrevs av Sugonjaev 1978. Coccophagus jasnoshae ingår i släktet Coccophagus och familjen växtlussteklar. Inga underarter finns listade i Catalogue of Life.